# Девід Кард
Де́від Кард (англ. David Edward Card; 13 серпня 1956, Онтаріо, Канада) — канадсько-американський економіст, який відомий своїми дослідженнями у галузі трудової економіки, особливо у галузі заробітної плати, мінімальної заробітної плати, безробіття та міграції праці. Доктор філософії (1983), професор Каліфорнійського університету в Берклі, член НАН США (2021).

## Ранні роки та освіта
Кард народився в Ґвельфі, Онтаріо, Канада. Його батьки були фермерами. Він зацікавився економікою та проблемами ринку праці ще в юному віці. У своїй докторської дисертації він досліджував вплив мінімальної заробітної плати на ринок праці, що стало його головним напрямком досліджень в майбутньому. Також відомо, що Кард відвідував престижну школу Джорджа в Торонто, де отримав високу та якісну освіту. Після закінчення школи, Кард вступив до Університету Британської Колумбії в Канаді, де отримав ступінь бакалавра з економіки. Після цього він продовжив своє навчання в Принстонському університеті, де в 1983 році отримав докторську ступінь з економіки.

## Кар'єра
Кард розпочав свою кар'єру в 1982—1983 роках у Вищій школі бізнесу Чиказького університету, де впродовж 2 років був асистентом кафедри з економіки бізнесу. З 1983 по 1977 перед тим як поїхати до Берклі він працював на факультеті Принстонського університету. З 1990 по 1991 працював професором в Колумбійському університеті. З 1988 по 1992 рік Кард був помічником редактора в журналі економіки праці. З 2002 по 2005 рік він став співавтором книги: «Американський економічний огляд» (англ. «American Economic Review»).

## Наукова робота
На початку 1990-х років Кард привернув до себе велику увагу наукової спільноти після публікації, спільно зі своїм тодішнім колегою з Прінстонського університету Аланом Б. Крюгером, статті «Мінімальна заробітна плата та зайнятість: практичне дослідження індустрії швидкого харчування в Нью-Джерсі та Пенсільванії» (англ. «Minimum Wages and Employment: A Case Study of the Fast-Food Industry in New Jersey and Pennsylvania»). У дослідженні, опублікованому в 1993 році, науковці вивчали проблему впливу зміни мінімальної заробітної плати на стан ринку праці. Емпіричною базою дослідження слугували заклади швидкого харчування Burger King, KFC, Wendy's і Roy Rogers. Коли в Нью-Джерсі підвищили мінімальну заробітну плату з 4,25 до 5,05 доларів це спричинило певні зміни у відповідному сегменті ринку праці. Проте, всупереч попереднім дослідженням, науковці виявили, що підвищення мінімальної заробітної плати не вплинуло на кількість працівників. Дослідження професора Карда та професора Крюгера докорінно змінили погляди економістів на таку політику. Як зазначав журнал «Економіст» (англ. «The Economist»), у 1992 році опитування членів Американської економічної асоціації показало, що 79 відсотків погодилися з тим, що закон про мінімальну заробітну плату збільшує безробіття серед молодших і менш кваліфікованих працівників. Ці погляди здебільшого базувалися на традиційних економічних уявленнях про попит і пропозицію: якщо ви підвищуєте ціну на щось, ви отримуєте менше. Дослідження професора Карда також показало, що приплив іммігрантів у місто не коштує місцевим працівникам роботи чи зниження їхніх заробітків, хоча це може негативно вплинути на колишніх іммігрантів.

## Дослідницькі інтереси
Основні дослідницькі інтереси Карда зосереджуються на проблемах ринку праці, освіти, міграції та соціальної мобільності. Він відомий своїми дослідженнями, які допомогли відкрити нові можливості для вивчення економічних та соціальних аспектів ринку праці.

## Нобелівська премія
У 2021 році Девід Кард отримав Нобелівську премію з економіки «За його емпіричний внесок до економіки праці» (англ. For his empirical contributions to labour economics). Іншу половину премії отримали Джошуа Ангріст, економіст з Массачусетського технологічного інституту, і Гвідо Імбенс, професор економіки Стенфордського університету, які були відзначені «За їхній методологічний внесок в аналіз причинно-наслідкових зв'язків» (англ. For their methodological contributions to the analysis of causal relationships) на ринках праці. Троє економістів були нагороджені за піонерські «природні експерименти» для демонстрації реальних економічних ефектів. В академії заявили, що вони «повністю змінили емпіричну роботу в економічних науках». Професор Девід Кард отримав нагороду за  дослідження, проведене на початку 1990-х років, яке довело, що підвищення мінімальної зарплати в країні не призводить до скорочення найму, і що імміграція не шкодить перспективам працевлаштування місцевих працівників.

## Вплив та спадщина
Девід Кард відомий своїм значним внеском у дослідження ринку праці, особливо в області мінімальної заробітної плати, безробіття, освіти та міграції. Його робота часто використовується урядами та політиками для розробки стратегій, спрямованих на покращення соціального добробуту. Він також вплинув на ряд інших економістів та дослідників, які використовують його методи та підходи у своїх власних дослідженнях.
Окрім своїх наукових досягнень, Кард відомий своєю працею як викладач та наставник для молодих економістів. Він активно співпрацює з молодшими колегами, допомагаючи їм розвивати свої дослідницькі проекти та публікації.

## Нагороди
Девід Кард отримав безліч нагород та визнань за свої дослідження в галузі економіки. Найбільш відомі з них:
- Премія Джона Бейтса Кларка (John Bates Clark Medal) від Американського економічного асоціації за його роботу в галузі економіки праці та соціальної політики.
- Нобелівська премія з економіки (разом з економістами Джошуа Ангріст і Гвідо Імбенс) за розробку нових методів аналізу крос-секційних та панельних даних.
- Премія Хайнца в галузі громадських інтересів за його внесок у розуміння економічних аспектів здоров'я та соціальних проблем.
- Членство в Національній академії наук США.

## Публікації
- Кард, Девід; Рафаель, Стівен, ред. (2013). Імміграція, бідність та соціально-економічна нерівність. Нью-Йорк: Фонд Рассела Сейджа. ISBN 9780871544988.
- Кард, Девід; Крюгер, Алан Б. (2011). Акі, Рендалл KQ; Циммерманн, Клаус Ф. (ред.). Заробітна плата, якість школи та попит на зайнятість. Премія IZA в серії з економіки праці. Оксфорд: Oxford University Press. ISBN 9780199693382.
- Ашенфелтер, Орлі ; Кард, Девід, ред. (2011). Довідник з економіки праці. Довідник з економіки праці. 4A. Амстердам: Elsevier. ISBN 9780444534507.
- Ашенфелтер, Орлі; Кард, Девід, ред. (2011). Довідник з економіки праці. Довідник з економіки праці. 4B. Амстердам: Elsevier. ISBN 9780444534521.
- Ашенфелтер, Орлі К.; Кард, Девід, ред. (1999). Довідник з економіки праці. Довідник з економіки праці. 3A. Амстердам: Elsevier. ISBN 9780444501875.
- Ашенфелтер, Орлі К.; Кард, Девід, ред. (1999). Довідник з економіки праці. Довідник з економіки праці. 3B. Амстердам: Elsevier. ISBN 9780444501882.